# Серенко, Дарья Андреевна
Да́рья Андре́евна Сере́нко (род. 23 января 1993, Хабаровск) — российская общественная деятельница, интерсекциональная феминистка, акционистка, поэтесса и художница.

## Биография
Родилась в Хабаровске 23 января 1993 года. В 1997 году семья переехала в Омск. В 2010 году Серенко окончила омскую гимназию № 75 и переехала в Москву.
В 2010—2015 годах училась в Литературном институте имени А. М. Горького (семинар поэзии И. И. Ростовцевой). Затем работала в Центре библиотечных проектов СВАО, в библиотеке имени Н. А. Некрасова, была заведующей в галерее «Пересветов переулок». По словам Серенко, её дважды увольняли с работы за феминистский активизм.

### Литературное творчество
Дебютировала со стихами в возрасте 16 лет в журнале «День и ночь». Вошла в лонг-листы премии «Дебют» (2013) и премии Аркадия Драгомощенко (2014), печаталась в журналах «Воздух» (2014) и «Новое литературное обозрение» (2015).
В 2017 году опубликовала дебютный поэтический сборник «Тишина в библиотеке», изданный в книжной серии «Поколение» издательства «АРГО-РИСК». По мнению откликнувшегося на эту книгу в журнале «Новый мир» философа Александра Маркова, в своей поэзии Серенко рассказывает о привычных явлениях вроде того, как на коже выступает соль, а в сумерках становится легче дышать, но действующими лицами становятся сами предметы, у Серенко они обретают свободу и даже могут эту свободу ощутить. Поэт Влад Гагин причисляет Серенко, наряду с Галиной Рымбу и Оксаной Васякиной, к наиболее выразительным представительницам новой волны феминистской поэзии, в качестве её отличительной черты выделяет тонкость рефлексии и неоднозначность оценок, противостоящую более плакатной, агитационной поэтике Васякиной. Литературный критик Лев Оборин отмечает в первой книге Серенко интенсивное взаимодействие персонального, в том числе телесного опыта, и социальной повестки.
и травинка и лесок

даже в поле колосок

каждый день тебе пророчат

пулю в лоб или в висок

«чтоб ты сдох» — поёт река

«чтоб ты сдох» — бежит строка

её выложили в небе

золотые облака
В 2021 году опубликовала книгу «Девочки и институции» в издательстве No Kidding Press. Книга описывает «российскую машинерию административного ада и жизнь наших девочек в нём». Книга вышла также на шведском языке под названием Flickor och institutioner в переводе Лиды Стародубцевой в издательстве Ersatz в 2022 году. В 2023 году книга вышла на японском языке в издательстве etc. books в переводе Сатоко Такаянаги (高柳 聡子), а также на испанском языке в издательстве errata naturae под названием Chicas e instituciones.
После ареста в 2022 году в спецприемнике начала работу над новой книгой поэзии/прозы — «Я желаю пепла своему дому». Этот текст опубликован в переводе на немецкий язык в издательстве Suhrkamp Verlag в 2023 году под одной обложкой с книгой «Девочки и институции» под названием Mädchen und Institutionen. Роман переведён также на шведский язык. Летом 2023 года роман опубликован на русском языке в Издательстве книжного магазина «Бабель» в Тель-Авиве. Роман «Я желаю пепла своему дому» вошёл в лонг-лист специальной награды «ПолитПросвет» премии «Просветитель».

### «Тихий пикет»
В 2016 году Серенко организовала акцию «Тихий пикет». Начиная с 28 марта 2016 года Серенко ежедневно ездила в Московском метро с плакатами с политическими, правозащитными и феминистскими высказываниями. Среди высказываний — «Так шьёт наше государство очередное дело очередного политзаключенного» (на двух сшитых листах бумаги), «Мне кажется, В. В. Путина не существует», «Революция неизбежна», размышления на социальные темы и стихотворения русских поэтов.
По словам Серенко, целью «Тихого пикета» было «установить связь с читателями, пассажирами, сидящими рядом или напротив»: она каждый день разговаривала с десятком незнакомых людей, обсуждала разные проблемы, «давала номера кризисных центров, адвокатов или психологов».
Фотограф Сергей Максимишин привлёк внимание к Серенко, засняв её в метро во время акции. Спустя некоторое время к ней присоединились другие люди из разных городов, тоже ездившие с плакатами и публиковавшие отчёты об этом. Активная фаза акции длилась до 2017 года. В августе 2020 года Серенко выпустила книгу «#тихийпикет», состоящую из отчётов с этой акции. В предисловии к ней культуролог Илья Кукулин рассказывает о сути акции, поясняет, почему она является арт-активизмом и какое место она занимает в истории российского акционизма.
По мнению философа Александра Маркова, в плакатах Серенко главное — не конкретные сообщения, а выражаемые в них проблемы: Серенко не сообщает об отдельных проявлениях проблем, а выражает недоумение о том, что ничего не меняется, хотя проблемы очевидны. Критик считает важным, что Серенко задаёт общие вопросы вроде того, почему стереотипы оказываются сильнее здравого смысла и почему наказание не имеет никакого отношения к преступлению, и что эти общие вопросы важны аудитории, которая не может сказать, что её это не касается.

### «Чрезвычайная коммуникация»
19 мая 2018 года в подъезде дома на опорах на проспекте Мира, 184 открылась галерея «Чрезвычайная коммуникация» за авторством Серенко и кураторов Александры Киселевой и Ольги Машинец, с которыми она ранее работала над библиотечными проектами. «Чрезвычайная коммуникация» была открыта частично на средства, собранные краудфандингом. В ней находятся библиотека, рабочее место и постоянная экспозиция произведений, посвящённых самому дому на опорах и модернизму.

### «Цепь солидарности»
14 февраля 2021 года Серенко выступила одним из организаторов женской акции «Цепь солидарности и любви», которая прошла в Москве и Санкт-Петербурге в знак солидарности с Юлией Навальной и другими женщинами, арестованными на январских протестах. Она не принимала непосредственное участие в акции, но выступила создателем её страницы в Facebook.
За день до этого личные данные Серенко и некоторых участниц акции из организации «СоцФем Альтернатива» были опубликованы в Telegram-канале «Мужское государство» блогера-женоненавистника Владислава Позднякова с призывами прийти на место проведения акции и «перекрикивать активисток, вырывать плакаты, снимать на камеру крупным планом и ********* [обзывать] на видео».
Девушки получили сообщения с угрозами и оскорблениями, больше всего пришло Серенко: по её словам, к моменту окончания акции она получила около 600 сообщений вроде «Умри фемло. Когда поздняк придёт к власти, мы до вас доберемся и уже легально уничтожим» или «Ну что ты мразь? Обосралась морда говяжья». По словам Серенко, за ней следили, а дом её родственников, адрес которого был слит Поздняковым, находился под охраной.
В ответ в Twitter был запущен хэштэг #ДуровОтветь с вопросом к основателю Telegram Павлу Дурову о том, почему в мессенджере блокируют каналы, размещающие личные данные силовиков, но не блокируют каналы, размещающие личные данные женщин, что приводит к их травле.
13 марта 2020 года Дарья Серенко, Ника Водвуд и Алёна Попова должны были выступить на 64-й сессии Комиссии ООН по положению женщин в Нью-Йорке по приглашению команды «Видимо-невидимо» и рассказать о кампаниях по борьбе с гендерным неравенством в России, но поездка была перенесена в связи с пандемией COVID-19.

### «Фемдача»
В ноябре 2020 года Дарья Серенко совместно с Софьей Сно, Дарьей Жирновой и Роксаной Киселёвой открыла «Фемдачу» — место отдыха для ЛГБТ+ и фемактивисток, в котором они могут восстановиться после своей деятельности. Идея возникла из периодических поездок Серенко и Сно в дальнее Подмосковье для отдыха от активизма.
«Фемдача» была открыта на средства от различных фондов, часть суммы пожертвовали инстаграм-блогер Саша Митрошина и транс-активист Джерри. На эти деньги был арендован дом в Подмосковье, его местонахождение не раскрывается. Активистки получали адрес «Фемдачи» через «секретный чат» в Telegram. На «Фемдаче» одновременно могли жить до пяти человек, оставаясь на срок от недели до месяца. За исключением первого дня, когда «прибывших гостей просят перечислить их главные страхи и огорчения, связанные с их активистской деятельностью», не поощрялось обсуждение работы.

### Политическая деятельность
Весной 2021 года Дарья Серенко стала главой предвыборного штаба Алексея Миняйло, кандидата на выборах в Государственную думу. Участвовала в выпуске документального фильма «По горизонтали: один в Думе воин», в котором политики и политологи объясняют важность участия в выборах независимых кандидатов. Когда в начале июля Миняйло не попал на выборы из-за отказа партии «Яблоко» включить его в свои партийные списки, Дарья Серенко переключилась на работу в штабе Алёны Поповой, которая баллотировалась в депутаты Госдумы по соседнему избирательному округу. После трёх недель работы Дарья уволилась, впоследствии обвинив Алёну Попову в невыполнении договорных условий и невыплате зарплаты.
8 февраля 2022 года Дарья Серенко была задержана сотрудниками уголовного розыска, после чего её отправили в ОВД по Тверскому району. Её оставили на ночь в отделении полиции до начала суда. В дальнейшем стало известно, что Серенко задержали из-за демонстрации символики «Умного голосования», которую полицейские нашли в её посте в Instagram. Она опубликовала пост в сентябре 2021 года, в котором рассказывала почему не стоит голосовать за кандидата от «Единой России» Татьяну Буцкую. Символика «Умного голосования» не признана экстремистской, и предыдущие несколько задержаний за её публикацию различных российских активистов оканчивались как прекращением дел в связи с отсутствием состава преступления, так и штрафами и арестами до 10 суток. 9 февраля Тверской суд Москвы арестовал Серенко на 15 суток.
В 2022 году, после начала вторжения России на Украину, акцию Серенко «Тихий пикет» перезапустили проекты «Феминистское антивоенное сопротивление» и «Восьмая инициативная группа», активисты которых ездят по своим городам, надевая антивоенные лозунги или нося с собой на сумках или рюкзаках небольшие плакаты. Сама Серенко уехала из России и стала координатором проекта «Феминистское антивоенное сопротивление». 27 января 2023 года Министерством юстиции России внесена в список физических лиц «иностранных агентов».

## Признание
В 2023 году Серенко была включена в список 100 самых вдохновляющих и влиятельных женщин мира, составленный Би-би-си.